# بلبل چشم‌سرخ
بلبل چشم‌سرخ (نام علمی: Pycnonotus nigricans) گونه‌ای پرنده آوازخوان در خانواده بلبلان است که در جنوب غربی آفریقا یافت می‌شود. زیستگاههای طبیعی آن عبارتند از گرم‌دشت خشک، بوته‌زارهای نیمه‌گرمسیری یا گرمسیری و اسکراب رودخانه ای. از میوه (از جمله فیکوس)، گل، شهد و حشرات تغذیه می‌کند.

## ویژگی‌ها
این پرنده طولی به اندازه ۱۹–۲۱ سانتی‌متر (۷–۸ اینچ) و وزنی بین ۳۰–۴۸ گرم (۱–۱٫۷ اونس) دارد.

## نگارخانه

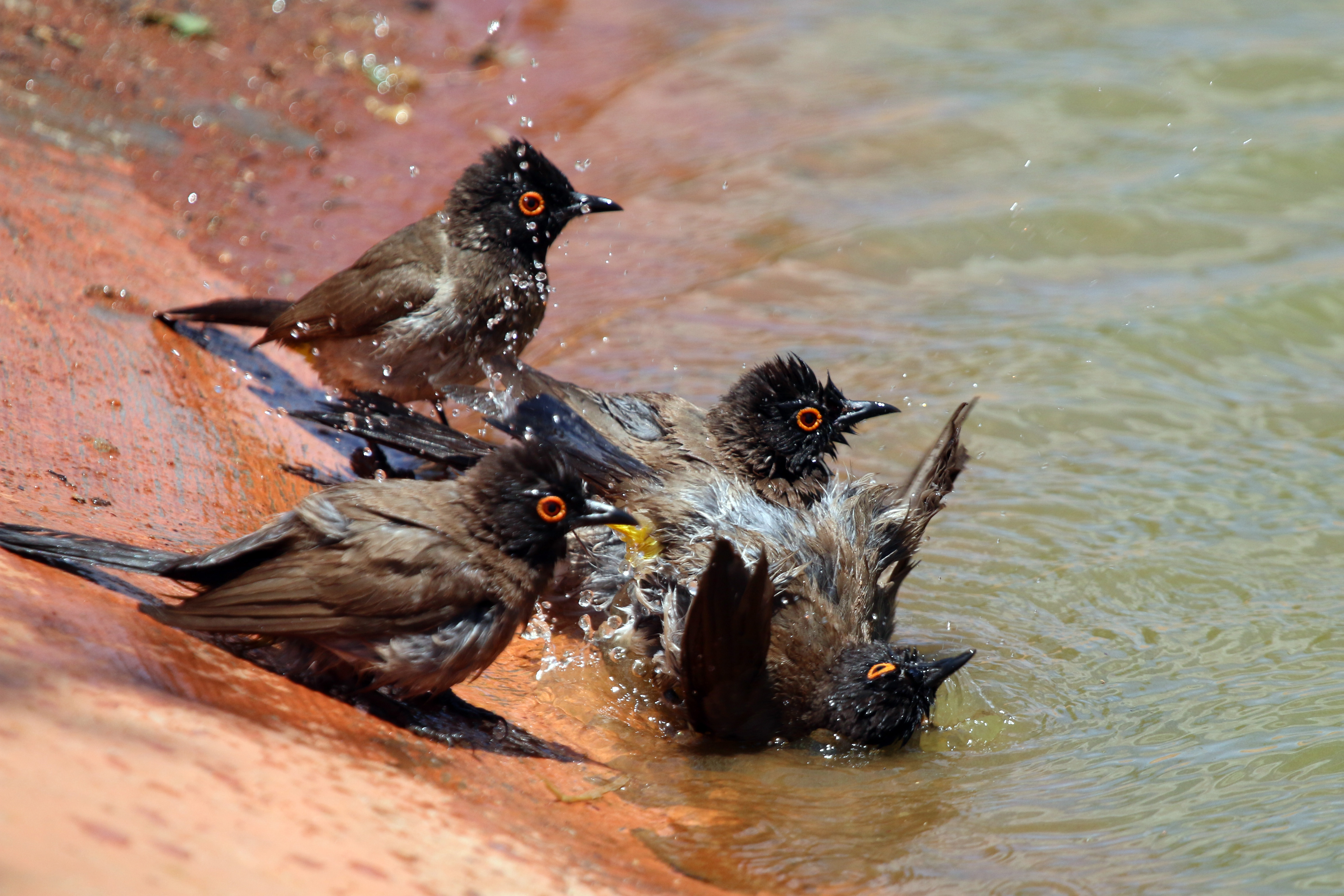
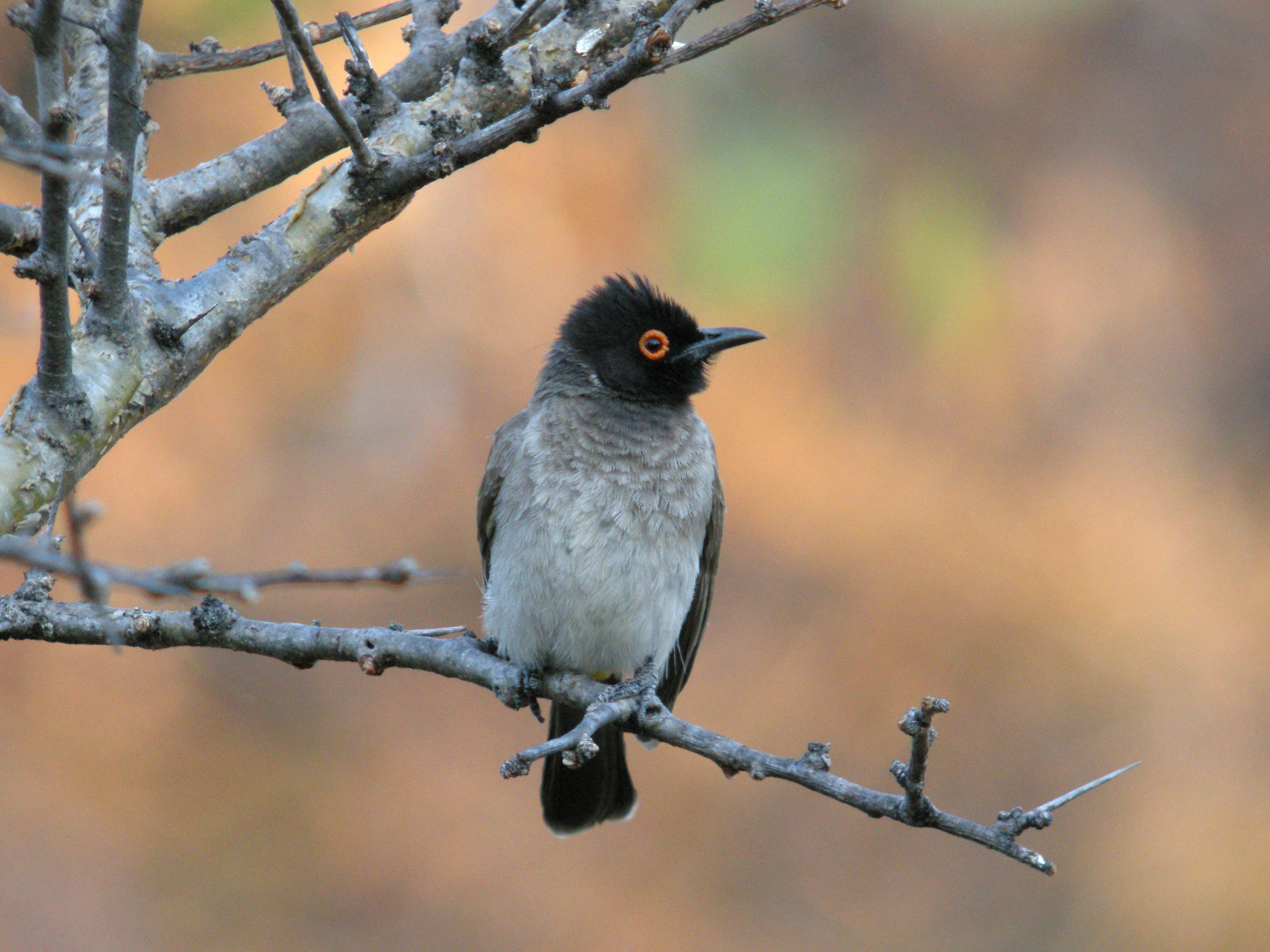
در پارک ملی اتوشا
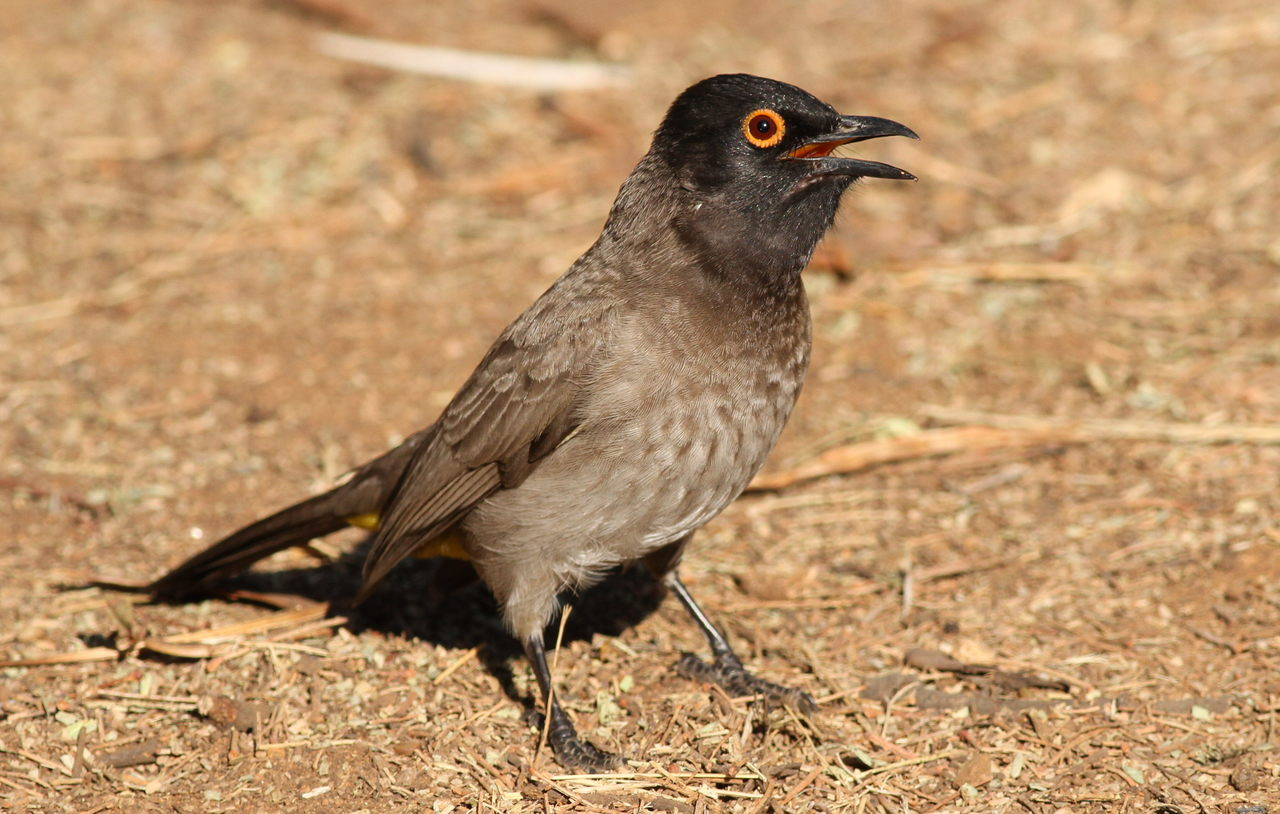
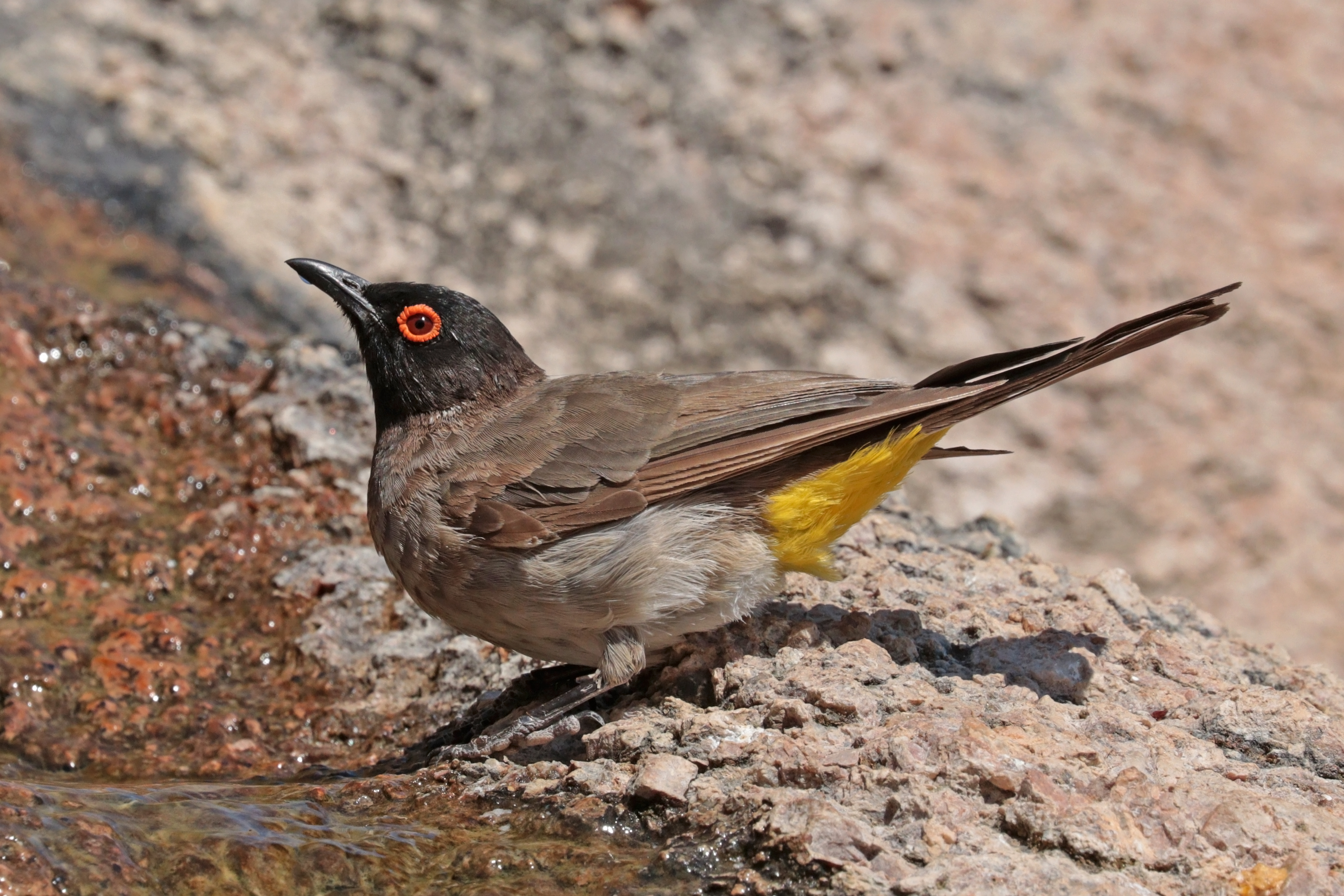